# Wiktoria Wusatowska
Wiktoria Wusatowska, z domu Brandys (ur. 1859 na Półwsiu Zwierzynieckim (obecnie część Krakowa), zm. 1922 w Nowym Sączu) – działaczka społeczna i niepodległościowa, organizatorka harcerstwa żeńskiego na Sądecczyźnie, zwana „Babcią Skautową”.
Uczęszczała do szkoły dla dziewcząt przy klasztorze klarysek w Krakowie, jej ojciec – Jan Kanty Brandys – był w latach 1867–1871 wójtem-naczelnikiem gminy Półwsie Zwierzynieckie. W wieku 19 lat wyszła za mąż za urzędnika Józefa Wusatowskiego (1849-1905), późniejszego c.k. nadgeometrę ewidencyjnego.
W Nowym Sączu działała na rzecz praw kobiet i utworzenia harcerstwa żeńskiego w regionie. Została członkinią tamtejszego oddziału Towarzystwa Gimnastycznego „Sokół”, przewodniczącą sekcji samarytańskiej Komitetu Kobiet Polskich oraz przewodniczącą Komitetu Skautowego Pań. Jej córka – Maria z Wusatowskich Bugajska – 7 maja 1913 r. została drużynową 1. Żeńskiej Drużyny Harcerskiej w Nowym Sączu.
Po I Wojnie Światowej Wiktoria Wusatowska za swoje wcześniejsze zasługi została odznaczona Krzyżem Legionów. Zmarła w 1922 r. w Nowym Sączu, pochowana na tamtejszym cmentarzu komunalnym. 2 grudnia 1934 r. Żeński Hufiec Harcerski w Nowym Sączu przyjął ją za patronkę.
Jej córka Maria pisała o niej:
„Moja matka była wierną katoliczką, gorącą Polką, czcicielką Wodza [Józefa Piłsudskiego], który przybliżył odbudowę Polski, troskliwą matką, w chorobie jeszcze starającą się być wedle możności innym pomocną [...], proponowana według Was jako Patronka Waszej drużyny, to jedna z rzędu tych kobiet polskich, które umiały odnaleźć swoje zadanie w ogólnej pracy, podejmowanej jako służba Bogu, Polsce i bliźnim – i zadania te zawsze dobrze spełniała.”